# Skylar Astin
Skylar Astin, all'anagrafe Skylar Astin Lipstein (New York, 23 settembre 1987), è un attore e cantante statunitense, noto per aver interpretato Georg nel musical vincitore di un Tony Award Spring Awakening e Jesse nel film Voices.

## Biografia
Astin è cresciuto a Rockland County, ed è figlio di Meryl e Barry Lipstein. Ha una sorella, Brielle, e due fratelli, Milan e Jace. È stato cresciuto con un'educazione religiosa di tipo ebraico. Si è diplomato alla Clarkstown High School North e ha frequentato il campo estivo Stagedoor Manor. Fu anche uno studente della Tisch School of the Arts alla New York University, ma la lasciò quando entrò a far parte del cast di Spring Awakening. Quando aveva 15 anni il suo agente decise di cambiare il suo nome mettendo il secondo nome, 'Astin', come ultimo.

### Vita personale
Nel 2006, Astin inizia a frequentare Lauren Pritchard. Poi ha iniziato a frequentare la co-protagonista in Voices Anna Camp nel 2013. La coppia si è fidanzata a gennaio 2016. Si sono sposati il 10 settembre 2016. Il 19 aprile 2019, la coppia ha annunciato il divorzio.

## Filmografia

### Cinema
- Hamlet 2, regia di Andrew Fleming (2008)
- Motel Woodstock (Taking Woodstock), regia di Ang Lee (2009)
- Love Written in Blood, regia di Andres Heinz (2012)
- Pitch Perfect, regia di Jason Moore (2012)
- Ralph Spaccatutto (Wreck-It Ralph), regia di Rich Moore (2012) – voce
- Un compleanno da leoni (21 & Over), regia di Jon Lucas e Scott Moore (2013)
- Cavemen, regia di Herschel Faber (2014)
- The Oven, regia di James Gallagher (2014)
- Pitch Perfect 2, regia di Elizabeth Banks (2015)
- Monkey Up, regia di Robert Vince (2016)
- Flock of Dudes, regia di Bob Castrone (2016)
- Speech & Debate, regia di Dan Harris (2017)
- Hot Air, regia di Frank Coraci (2018)
- La Società Segreta dei Principi Minori, regia di Anna Mastro (2020)
- Fantasmi di guerra, regia di Eric Bress (2020)

### Televisione
- Love Bites – serie TV, episodio 1×07 (2011)
- Girls – serie TV, episodio 1×04 (2012)
- Dr. House - Medical Division (House M.D.) – serie TV, episodio 8x21 (2012)
- Ground Floor – serie TV, 20 episodi (2013–2015)
- Glee – serie TV, episodio 5×11 (2014)
- Halt and Catch Fire – serie TV, 3 episodi (2015)
- Comedy Bang! Bang! – serie TV, episodio 4x16  (2015)
- Graves – serie TV, 20 episodi (2016–2017)
- Lip Sync Battle – serie TV, episodio 3x19 (2017)
- Trolls - La festa continua! (Trolls: The Beat Goes On!) – serie animata, 45 episodi (2018–2019) – voce
- Crazy Ex-Girlfriend – serie TV, 10 episodi (2018–2019)
- Vampirina – serie animata, episodio 2×03 (2019) – voce
- Lo straordinario mondo di Zoey (Zoey's Extraordinary Playlist) – serie TV, 26 episodi (2020-2021)
- Lo straordinario Natale di Zoey (Zoey's Extraordinary Christmas), regia di Richard Shepard – film TV (2021)
- Grey's Anatomy – serie TV, 4 episodi (2022)
- Che Todd ci aiuti (So Help Me Todd) – serie TV (2022-2024)

## Teatro
- Spring Awakening – nel ruolo di Georg Zirschnitz (2006–2008)
- Rent – nel ruolo di Mark Cohen (2010)
- West Side Story – nel ruolo di Tony Wyzek (2016)
- God Bless You, Mr. Rosewater – nel ruolo di Norman Mushari (2016)
- What We're Up Against – nel ruolo di Weber (2017)
- Into the Woods – nel ruolo del fornaio (2019)

## Riconoscimenti
- 2015 – Teen Choice Awards[6]
  - Miglior attore in un film commedia per Pitch Perfect 2

## Doppiatori italiani
Nelle versioni in italiano delle opere in cui ha recitato, Skylar Astin è stato doppiato da:
- Manuel Meli in Lo straordinario mondo di Zoey, Lo straordinario Natale di Zoey, Che Todd ci aiuti
- Francesco Pezzulli in Voices, Pitch Perfect 2
- Flavio Aquilone in Dr. House - Medical Division
- Fabrizio De Flaviis in Un compleanno da leoni
- Gianluca Crisafi in Graves
- Stefano Dori in Grey's Anatomy

Da doppiatore è stato sostituito da:
- Alessandro Campaiola in Trolls - La festa continua!